# Hermetyczny Garaż
Platforma Działań Artystycznych Hermetyczny Garaż – polskie ugrupowanie artystyczne, zajmujące się sztuką audiowizualną, plastyczną, muzyczną, filmową i teatralną. Przy wykorzystaniu elementów marketingu mix, w tym współczesnych kanałów dystrybucji sztuki (internet, DVD), ale również tradycyjnych mediów (radio, płyta kompaktowa, film itp.), stara się realizować idee „sztuki otwartej”, nieograniczonej instytucjonalnymi, społecznymi czy politycznymi barierami.
Z Hermetycznym Garażem związani są artyści Bartosz Blaschke i Elżbieta Biryło oraz zespół Karbido.

## Historia
Hermetyczny Garaż powstał w 1990 w Krakowie jako struktura nieformalna. Z czasem rozwinął się w platformę zajmującą się różnymi działaniami artystycznymi, przede wszystkim sztuką filmową i muzyką. Początkowo produkowała ona sztuki teatralne Bartosza Blaschke (m.in. Adamah, Der-Ta-Zer, etiudy filmowe Odwieczłowieczne Sztafetango, Etiuda), zajmowała się promocją związanych z nią artystów oraz produkcją płyt muzycznych, teledysków i filmów. W 2004 roku powstało wydawnictwo płytowe, które wydało płytę grupy Karbido oraz wspierało powstanie filmu muzycznego Dada Cowboy, produkowanego i emitowanego przez TVP Kultura w 2005 roku. Hermetyczny Garaż wyprodukował także teledysk Widok oraz film krótkometrażowy Dziura, zarejestrowany na specyficznym nośniku, jakim jest negatyw tonu. Wspierał też produkcyjnie film dokumentalny Ziętek. Jedną z nowszych inicjatyw jest internetowe Radio Hermetyczny Garaż.
W 2006 roku Hermetyczny Garaż współprodukował awangardowe przedstawienie Stolik, które wygrało 27. Przegląd Piosenki Aktorskiej we Wrocławiu w nurcie off (Tukan Off). W październiku tego roku ugrupowanie dołączyło do twórców teledysków dla zespołu The Residents, a wyprodukowany przez Hermetyczny Garaż teledysk w ramach projektu River of Crime Community Art Project stał się częścią retrospektywnej wystawy The Residents w nowojorskim Museum of Modern Art.
W 2007 roku grupa zajęła się produkcją spektaklu radiowego w stylu amerykańskich produkcji z lat 30. (takich jak Orson Welles i jego The Mercury Theatre on the Air) przy udziale publiczności pt. Katastrofa LZ-129 Hindenburg. Spektakl miał premierę 13 marca 2007 podczas 28 Przeglądu Piosenki Aktorskiej. Werdyktem jury słuchowisko radiowe na żywo zdobyło Grand Prix Off (Tukana Off).

## Realizacje artystyczne
- 1990–1994: Hermetyczny Garaż, Adamah, Der-taz-er (sztuki teatralne)
- 2005: Karbido (płyta)
- 2005: Widok (teledysk)
- 2006: internetowe Radio Hermetyczny Garaż
- 2006: Stolik (spektakl muzyczny)
- 2006: Samogon (mix i mastering płyty ukraińskiego pisarza Jurija Andruchowycza i grupy  Karbido)
- 2006: teledysk dla The Residente na retrospektywną wystawę w Modern Museum of Arts w Nowym Jorku
- 2006: produkcja muzyczna dla przedstawienia Czarnobyl TM Teatru Biuro Podróży, Teatru Arabesky z Charkowa, UA i Akademii Teatralnej w Mińsku
- 2007: Katastrofa LZ-129 Hindenburg (spektakl radiowy)
- 2008: Stolik (film)
- 2008: Paper T.E.S.L.A. Show (koncert fabularny)
- 2009: Cynamon (realizacja płyty Jurija Andruchowycza i zespołu Karbido)
- 2009: Mafia (teledysk do utworu Andruchowycza), nominacja do Yach Film w kategorii animacja
- 2010: projekt Music4Buildings, polegający na publikacji płyt[1]

## Nagrody i wyróżnienia
- 2007: zwycięzcą nurtu off 28 Przeglądu Piosenki Aktorskiej został spektakl radiowy Katastrofa LZ-129 Hindenburg[2].